# Grup de la betafita

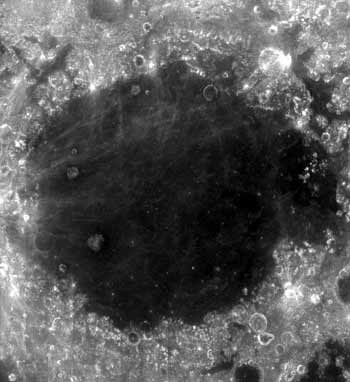
Mare Crisium, localitat tipus de l'oxiuranobetafita

El grup de la betafita és un grup de minerals de la classe dels òxids format per dues espècies minerals: l'oxicalciobetafita i l'oxiuranobetafita. Forma part del supergrup del pirocolor, on la fórmula dels minerals del grup és A₂(Ti,Nb)₂O₆Z, on A és sobretot Ca o U4+, i on també pot ser Na, Sn2+, Sr, Pb2+, Sb3+, Y o H₂O. D'altra banda, Z és bàsicament O, però també pot ser OH, F o H₂O.

## Oxicalciobetafita
L'oxicalciobetafita és un mineral que va ser descrit l'any 2010; encara està pendent d'acceptació per part de la IMA, amb fórmula Ca₂(Nb, Ti)₂O₆O. Ha sigut trobada a Lutterworth (Ontario, Canadà), a Ausserferrera (Suïssa) i a la Lluna.

## Oxiuranobetafita
L'oxiuranobetafita és un mineral que va ser va ser descrit l'any 2010; encara està pendent d'acceptació per part de la IMA, amb fórmula (U, Ca, Y, REE)₂(Ti, Nb)₂O₆O. Fins ara no s'ha trobat mai al planeta Terra, però sí al Mare Crisium (mar de la crisi), a la Lluna, on van ser recollides mostres en la missió russa Lunik 24 l'any 1976.